# Air India

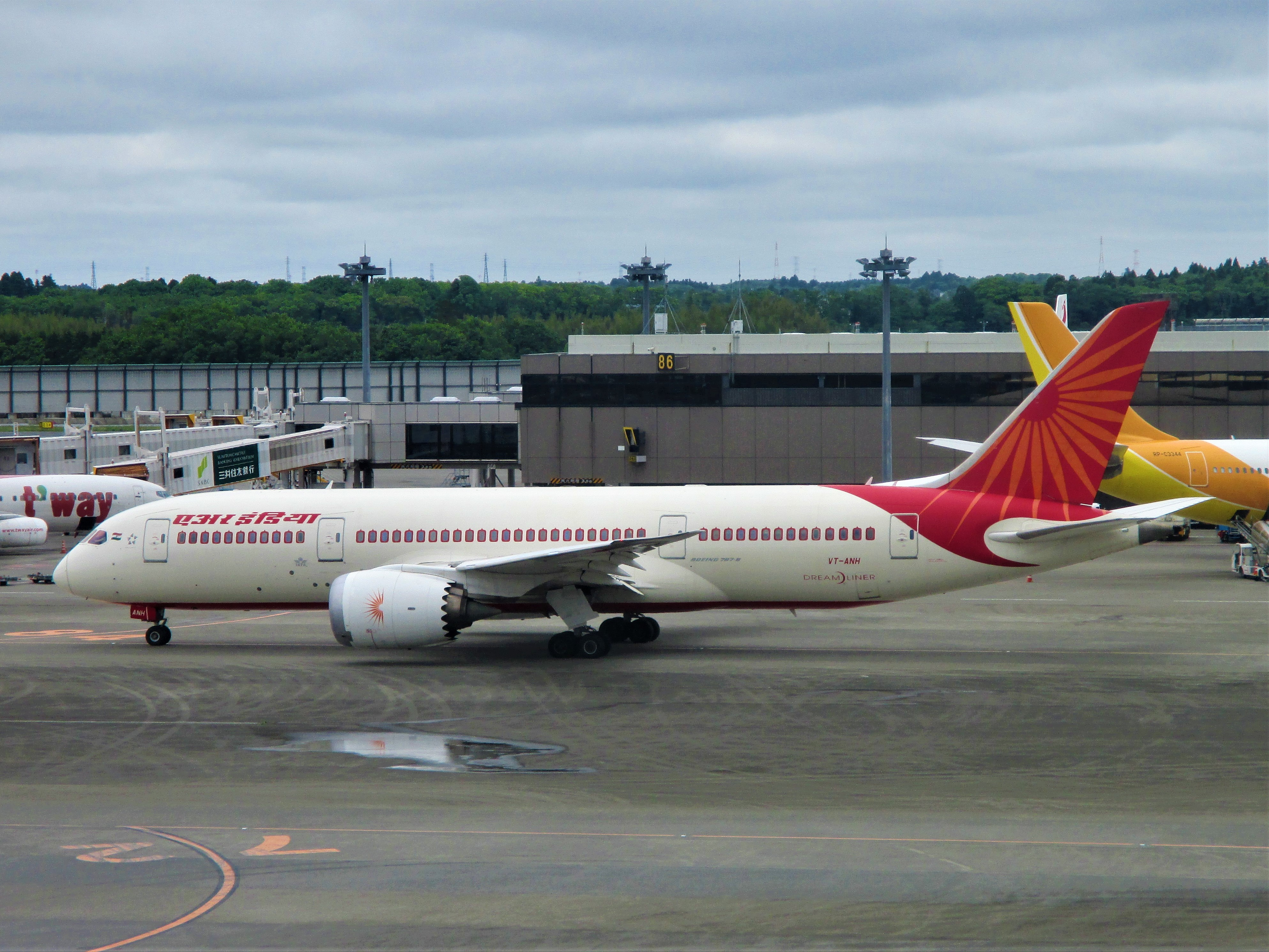
Boeing 787 d'Air India

Air Índia (Hindi: एअर इंडिया Punjabi: el ਏਅਰਇਂਡਿਆ) és l'aerolínia de bandera de l'Índia amb una xarxa mundial de serveis de passatgers i càrrega. És l'única aerolínia propietat de l'estat, després que el 2011 absorbís Indian Airlines, fins aleshores l'altra aerolínia pública. Les bases principals són l'Aeroport Internacional Chhatrapati Shivaji a Mumbai i l'Aeroport Internacional Indira Gandhi a Nova Delhi, amb hub a l'Aeroport Internacional de Chennai. La línia aèria connecta 95 destinacions al voltant del món, incloent dotze entrades a l'Índia amb Air Índia express, que és una empresa subsidiària d'Air Índia.

## Història
El 15 d'octubre de 1932 va començar sota el nom de Tata Sons Limited, fent vols regulars de correu entre les ciutats de Karachi, Ahmedabad, Bombai, Bellary i Madras, amb avions De Havilland DH.80 Puss Moth. Va canviar el seu nom a Tata Airlines, el gener de 1938.
El dia 29 de juliol de 1946, Tata va esdevenir una empresa estatal i es va rebatejar amb el nom d'Air-India Limited. El 8 de juny de 1948 es va inaugurar la branca India International amb vols entre Bombai i Londres, via El Caire, amb avions Lockheed Constellation.

## Flota[1]
Durant la seva història Air Índia ha utilitzat diverses aeronaus.
- Boeing 707
- Boeing 747
- McDonnell Douglas DC-8